# Diarra Sylla
 (septembre 2020).
Le contenu est difficilement compréhensible vu les erreurs de traduction, qui sont peut-être dues à l'utilisation d'un logiciel de traduction automatique.
De-arra Sylla Diongue (Paris, 30 janvier 2001), plus connue sous le nom de Diarra Sylla est une chanteuse, danseuse et mannequin Franco-Sénégalaise . Elle s'est fait connaître pour avoir emporté l'édition 2016 du concours Sen P'tit Gallé,,.

## Biographie
Diarra est née le 30 janvier 2001 à Paris, France. Cependant, elle a passé toute sa  vie à Dakar, au Sénégal ses parents sont sénégalais et elle aussi. Elle ne sait pas où est son père et elle l'a vu très peu de fois dans sa vie. À l'âge de 6 ans, après une représentation, elle décide que son objectif est d'être chanteuse. Dans son enfance, elle vit avec son cousin, sa mère voyageant constamment. Puis, à l'âge de 8 ans, elle emménage avec sa mère. Mais cette dernière ne veut pas que Diarra chante,,.

## Carrière
En 2015, la mère de Diarra, après quatre ans de refus, lui permet finalement de participer au concours de chant Sen P'tit Gallé, l'un des plus importants d'Afrique.  Diarra remporte le concours, ce qui lui apporte une notoriété, qu'elle va accroître par le biais de blogs sur le style de vie. Diarra est la femme qui compte le plus de followers sur l'Instagram du Sénégal, avec 2,9 millions de followers sur le réseau social,,.
En 2017
, elle devient membre du groupe Now United, composé de 14 chanteurs et danseurs de 14 nationalités différentes,,,. Elle participe au premier single sorti en décembre 2017, Summer in the City, et devient célèbre au sein de ce groupe international comme chanteuse et danseuse.
En mars 2020, Diarra annonce qu'elle prépare une carrière solo,,.
Diarra a beaucoup parlé de ses singles et de son album solo et a donné plusieurs interviews pour en parler, elle a également montré plusieurs avant-premières de ses singles,,,.
Dans une rapide interview dans les rues de Los Angeles avec un paparazzo du site Hollywood Fix, le 5 septembre 2020, Diarra confirme qu'elle a officiellement quitté le groupe pour s'investir dans des projets personnels,,,.

## Collaboration

### Maroc
RedOne et Redouane El Haimer

### Algerie
Hadj Abderrahmane et Zinédine Zidane

### Tunisie
Beji Caid Essebsi et Oussama Mellouli

### Senegal
Youssou N'Dour

### Congo
Dany Engobo

### Maurice et la Reunion
Alain Ramanisum

### France
France Gall et Zakir Hussain

### Belgique
Dixie Dansercoer

## Filmographie
| An   | Titre           | Grade(s)                | Réf. |
| ---- | --------------- | ----------------------- | ---- |
| 2016 | Sen P'tit Gallé | Participant (1re place) | ,    |

## Discographie

### Now United
Pour le travail de Diarra avec Now United, voir la Discographie de Now United.